# I am the Tigress
I Am the Tigress ist ein Dokumentarfilm aus dem Jahr 2021, der von Philipp Fussenegger und Dino Osmanović in Deutschland, den USA und Österreich produziert wurde.

## Handlung
Der Film porträtiert Tischa Thomas, eine US-amerikanische Bodybuilderin, die trotz gesellschaftlicher Vorurteile und Herausforderungen ihren Weg geht. Der Film zeigt ihre Reise durch die Welt des Bodybuildings und ihre persönlichen Erfahrungen mit Selbstoptimierung und Identität.

## Produktion
Der Regisseur Philipp Fussenegger hat Tischa Thomas bei einem Casting für ein Spielfilmprojekt in New York entdeckt. Nachdem er sich intensiv mit ihrem Leben beschäftigt hatte, entschied er sich, einen Dokumentarfilm über sie zu drehen. Der Film bietet intime Einblicke in Tischas Leben, ihre Beziehung zu ihrem Körper und ihre Suche nach Akzeptanz und Selbstverwirklichung.

## Veröffentlichung
I Am the Tigress wurde in Deutschland am 14. April 2022 veröffentlicht.

## Kritiken
Die Kritiken für den Film waren überwiegend positiv. Besonders gelobt wurden die eindrucksvolle Darstellung von Tischa Thomas und die einfühlsame Regiearbeit von Philipp Fussenegger.

## Pressestimmen
„Mit Koregisseur Dino Osmanoviç hat Fussenegger die Bodybuilderin Tischa Thomas nicht nur bei ihrem harten Training begleitet, um zu den Besten ihres Fachs zu gehören. Im Film geht es auch um Identität. Und darum, wie man gesehen wird und gesehen werden will.“

„Die Frau ist ein Hingucker!“

„Diese Frau [Tischa Thomas] ist alles – außer gewöhnlich…“

„Der rund 80-minütige Film gewährt tiefe Einblicke in ihre vielschichtige Biografie – so erlebt man die Hauptdarstellerin auf Wettbewerben, aber auch als sensibel auftretende Frau in ihrer Rolle als Großmutter. Der Film behandelt jedoch auch die Diskriminierungen, mit denen die Hauptdarstellerin zu kämpfen hat.“

## Auszeichnungen
Auf dem Porn Filmfestival Vienna 2021 gewann I Am the Tigress den Preis für den besten Dokumentarfilm. Die Jury, bestehend aus Paul Poet, Emre Busse und Alice Erik Anouk Moe, lobte den Film als „fantastischen österreichisch-deutschen Indie Movie“ und würdigte ihn als „Dok Noir über eine genderfluide Selbstneuerfindung“. Der Film erhielt den Hauptpreis des Festivals für seine herausragende cinematographische Umsetzung und seine fesselnde Erzählweise.